# Gustav Möller (homme politique)
Pour les articles homonymes, voir Gustav Möller et Möller.
Gustav Möller, né le 6 juin 1884 à Malmö (Suède) et mort le 15 août 1970 à Bromma (Suède), est un homme politique suédois et un des principaux membres du Parti social-démocrate suédois des travailleurs.

## Biographie
Gustav Möller a été ministre des Affaires sociales de 1924 à 1926 (gouvernement Sandler puis gouvernement Branting III), de 1932 à 1936 (gouvernement Hansson I), de 1936 à 1938 (gouvernement Hansson II) et de 1939 à 1951 (gouvernement Hansson III puis gouvernement Hansson IV). Il a aussi été Ministre du Commerce extérieur du 16 décembre 1938 au 13 décembre 1939 (gouvernement Hansson II).